# Lago film fest
Il Lago Film Fest (LFF) è un festival internazionale di cinema indipendente che si svolge a Lago di Revine Lago, in provincia di Treviso, ed è anche un concorso cinematografico che si tiene ogni anno dal 2005 nel mese di luglio.

## Storia
Il Festival è stato fondato nel 2005 da Viviana Carlet affiancata (dal 2009) da Carlo Migotto alla direzione. Nel 2020, al termine della sedicesima edizione, hanno annunciato il passaggio della direzione artistica e due nuovi direttori artistici per continuare ad occuparsi della direzione generale di Lago Film Fest e di tutti i progetti di Piattaforma Lago.
Alla programmazione del concorso cinematografico che prevede cortometraggi, documentari e animazioni provenienti da tutto il mondo - si affianca un ricco palinsesto di focus tematici, proiezioni speciali, residenze artistiche, performance di danza contemporanea site-specific e momenti divulgativi e formativi.
Il Festival redige ogni anno un catalogo che viene pubblicato (sia in versione cartacea che digitale) a ridosso dell'inizio del festival, pubblicazione che viene curata ogni anno da uno studio di design differente. 
Tra i vari personaggi, nazionali e internazionali, che hanno preso parte al festival si ricordano Lav Diaz, Yann Gonzales, Valentina Bellé, Angela Rafanelli, Marcello Macchia alias Maccio Capatonda, Alberto Nerazzini, Silvia D'Amico, Camilla Semino Favro, Silvio Bandinelli, Massimo Gaudioso, Alessandro Aronadio, Claudio Di Biagio, Massimo Olcese, Carlo Gabardini, Max Hattler, Peter Millard, Aemlia Scott, Antonio Rezza, Flavia Mastrella, Alessandro Gori alias Lo Sgargabonzi (che ha fatto il suo debutto proprio a Lago Film Fest nel 2013), Sara Loreni e molti altri. 